# Callispa elegans
Espèce
Callispa elegans est une espèce de cassides. On la trouve dans le sud de l'Asie.